# Sörforsa
Sörforsa är en tätort i Hudiksvalls kommun. 

## Historia
Sörforsa bestod ursprungligen av byn Lund. Där uppbyggdes Holma-Helsinglands Linspinneri ursprungligen av Axel Leman 1897, som lät den unge arkitekten Cyrillus Johansson rita husen kring linspinneriet. Namnet Sörforsa kom till på 1930-talet då posten som var adresserade till de boende i Lund med omnejd inte skulle behöva ta omvägen till Forsa järnvägsstation som låg vid kyrkan nordväst om Lund. I dagligt tal kallas orten för Forsa.

### Befolkningsutveckling
| Befolkningsutvecklingen i Sörforsa 1950–2020 | Befolkningsutvecklingen i Sörforsa 1950–2020 | Befolkningsutvecklingen i Sörforsa 1950–2020 | Befolkningsutvecklingen i Sörforsa 1950–2020 | Befolkningsutvecklingen i Sörforsa 1950–2020 |
| -------------------------------------------- | -------------------------------------------- | -------------------------------------------- | -------------------------------------------- | -------------------------------------------- |
|                                              |                                              |                                              |                                              |                                              |
| År                                           |                                              |                                              | Folkmängd                                    | Areal (ha)                                   |
| 1950                                         | 1950                                         |                                              | 1 108                                        |                                              |
| 1960                                         | 1960                                         |                                              | 1 305                                        |                                              |
| 1965                                         | 1965                                         |                                              | 1 370                                        |                                              |
| 1970                                         | 1970                                         |                                              | 1 532                                        |                                              |
| 1975                                         | 1975                                         |                                              | 1 546                                        |                                              |
| 1980                                         | 1980                                         |                                              | 1 568                                        |                                              |
| 1990                                         | 1990                                         |                                              | 1 556                                        | 184                                          |
| 1995                                         | 1995                                         |                                              | 1 652                                        | 206                                          |
| 2000                                         | 2000                                         |                                              | 1 540                                        | 206                                          |
| 2005                                         | 2005                                         |                                              | 1 524                                        | 207                                          |
| 2010                                         | 2010                                         |                                              | 1 574                                        | 206                                          |
| 2015                                         | 2015                                         |                                              | 1 581                                        | 238                                          |
| 2020                                         | 2020                                         |                                              | 1 522                                        | 231                                          |
|                                              |                                              |                                              |                                              |                                              |

## Samhället
Mitt i samhället ligger en Ica-butik. Vidare finns här Röda Korsets second hand-butik Kupan och en biblioteksfilial. I samhället finns en liten katolsk församling med tillhörande kapell, Jesu Hjärtas katolska kapell, där en tillresande präst håller mässa. Många av arbetarna i linspinneriet kom från nuvarande Tjeckien och var katoliker. Den mest kända av dessa släkter är Kaulich, vars ättlingar än idag bor kvar i trakten. Cyrillus Johansson lät rita ett flertal hus i samhället bland annat arbetarbostäder. Några av dessa finns bevarade. 

## Kommunikationer
Busslinjen 21  stannar vid adress Forsavägen 16